# Burgruine Hartneidstein
Die Burgruine Hartneidstein ist die Ruine einer um 1300 erbauten und seit dem 18. Jahrhundert in Verfall befindlichen Höhenburg im Kärntner Lavanttal. Sie liegt auf Wolfsberger Gemarkung in 877 Metern Seehöhe an einem Hang der Koralpe oberhalb der Ortschaft Eitweg. 

## Geschichte der Burg
Die Burg wurde um das Jahr 1300 durch Hartneid von Weißenegg errichtet. Sie blieb bis 1331 im Besitz der Weißenegger, anschließend kam sie an die Herren von Walsee und nach deren Aussterben 1363 an die Grafen von Cilli. Im Jahr 1425 erwarb das Bistum Bamberg die Burgen und Landgerichte Hartneidstein und Weißenegg von Hermann II. von Cilli im Tausch gegen die Feste Hohenmauthen bei Muta. Hartneidstein blieb Sitz eines Landgerichts, das fortan für das untere Lavanttal zuständig war. 
1469 wurde Hartneidstein von Türken überfallen und abgebrannt, jedoch umgehend wieder aufgebaut. Als Ende des 17. Jahrhunderts der Gerichtssitz nach Wolfsberg verlegt wurde, befand sich die Anlage bereits in Verfall, der sich durch den Bedeutungsverlust im 18. Jahrhundert noch beschleunigte. 

## Anlage
Vom ursprünglich 25 m hohen, quadratischen Bergfried sind im Norden Mauern erhalten, weitere Teile der heutigen Ruine, darunter das gotisch profilierte Tor und das Torwächterhaus auf der Nordseite sowie Reste des Palas im Süden der Anlage gehen auf spätere Anbauten des 14. und 15. Jahrhunderts zurück.